# Serjania brevipes
Serjania brevipes es una especie de plantas de la familia Sapindaceae. Es endémica de Ecuador. 
Una enredadera endémica de Ecuador, donde se conoce en seis subpoblaciones del bosque costero seco. No sabe que se produzcan dentro de la red de áreas protegidas de Ecuador, pero se espera que se encuentre en el Bosque Protector Cerro Blanco. Aparte de la destrucción del hábitat, no se conocen amenazas concretas.

## Fuente
- Santiana, J. & Pitman, N. 2004. Serjania brevipes. 2006 IUCN Red List of Threatened Species 23 de agosto de 2007.

- Datos: Q5478884